# Józef Rajmund Ferragud Girbés
Józef Rajmund Ferragud Girbés, José Ramón Ferragud Girbés (ur. 10 października 1887, zm. 24 września 1936) – hiszpański błogosławiony Kościoła katolickiego.

## Życiorys
Został ochrzczony w dniu 12 października 1887 roku w kościele parafialnym św. Jakuba. 19 maja 1889 roku otrzymał sakrament bierzmowania i sakrament Eucharystii. W dniu 21 stycznia 1914 roku jego żoną została Josefa Ramona Borras; z tego związku urodziło się ośmioro dzieci. Był członkiem Akcji Katolickiej, a także założycielem Związku Katolickiego Robotników. Po wybuchu wojny domowej w Hiszpanii został aresztowany w swoim domu przez milicjantów 28 lipca 1936 roku i przewieziony do klasztoru. Następnie, rankiem 24 września 1936 zabrano go ciężarówką, wraz z innymi więźniami. Został zastrzelony. Jego szczątki spoczywają w kościele Chrystusa na Kalwarii.
Józefa Rajmunda Ferragud Girbés beatyfikował Jan Paweł II w dniu 11 marca 2001 roku jako męczennika zamordowanego z nienawiści do wiary (łac. odium fidei) w grupie 232 towarzyszy Józefa Aparicio Sanza.